# AbiWord

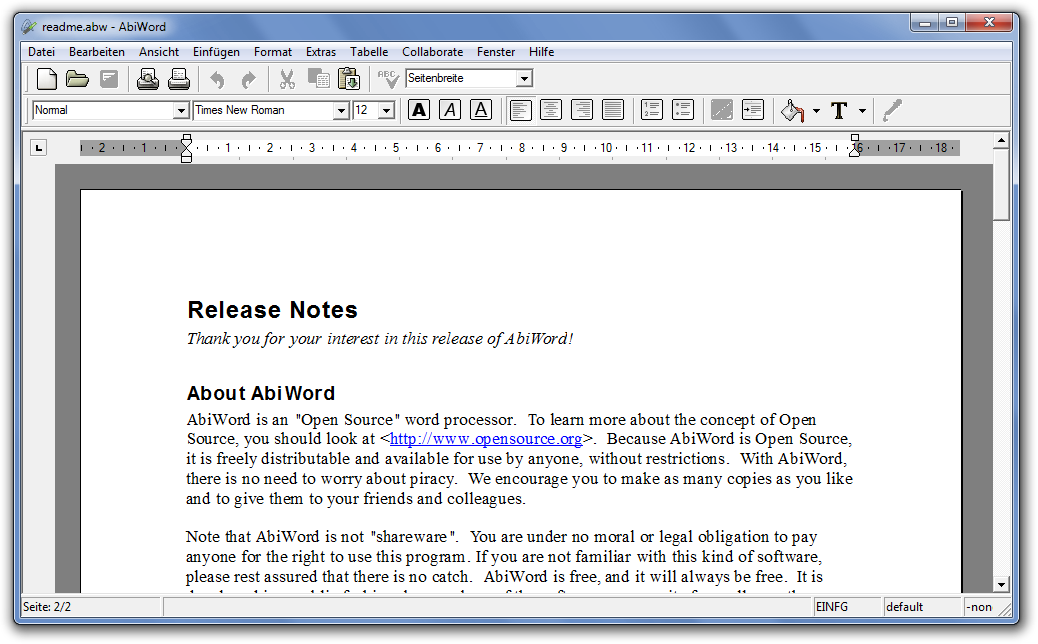
AbiWord 2.8.6 unter Windows 7

AbiWord ist ein freies, GPL-lizenziertes Textverarbeitungsprogramm, das unter Linux verfügbar ist. Für andere Betriebssysteme wie macOS, SkyOS und AmigaOS 4 wird AbiWord nicht weiter gepflegt. Aufgrund des Mangels an Windows-Entwicklern ist die letzte Version für Windows noch Abiword 2.8.6 und wird auf der Hersteller-Website nicht mehr angeboten. Der Name „AbiWord“ ist abgeleitet von der Wurzel des spanischen Wortes „abierto“ für „offen“.

## Geschichte
Die Entwicklung des Programms wurde Anfang 1998 von einem jungen Unternehmen in Illinois begonnen.
AbiWord war das erste Textverarbeitungsprogramm, das Dokumente in XML speicherte. Die erste offizielle Version wurde im April 2002 freigegeben und veröffentlicht.
Eine portable Version für Windows wurde auch angeboten. Diese ist ohne Installation von Festplatte oder USB-Stick startbar. Ab Version 2.4.2 unterstützte AbiWord das Nokia 770 Internet Tablet.
Im Rahmen des Projektes „One laptop per child“ am MIT soll AbiWord als Standardtextverarbeitung des OLPC XO-1 (sog. „100-Dollar-Laptop“) installiert werden.
Ab der Version 2.8.1 werden für AbiWord keine GNOME-Abhängigkeiten (z. B. gnome-print) mehr benötigt. AbiWord gehört zum Lieferumfang der Linux-Distribution Lubuntu.

## Funktionen
AbiWord beschränkt sich auf die Grundfunktionen der Textverarbeitung wie Formatvorlagen, Tabellen, Fußnoten und ein automatisch generiertes Inhaltsverzeichnis. Die Bedienoberfläche orientiert sich an Microsoft Word. Die Software ist plattformübergreifend durch Plug-ins erweiterbar und bietet einen einfachen Datenaustausch mit anderen Office-Anwendungen. AbiWord ist in vielen Sprachen verfügbar; es existieren Wörterbücher in 30 verschiedenen Sprachen. Das Programm unterstützt MathML zum Einfügen mathematischer Ausdrücke und enthält zudem ein Wikipedia-Plug-in, um Einträge nachzuschlagen.
AbiWord verfügt über Import/Export-Filter für verschiedene Dateiformate wie z. B. RTF (.rtf), Microsoft Word (.doc und .docx), SXW, OpenDocument-Format (.odt, das Standard-Format von OpenOffice und LibreOffice), HTML, EPUB (.epub) und LaTeX. Einen vollständigen Import-/Export-Filter für das OpenDocument-Format gibt es ab der Version 2.4.2.